# Zahnfehlstellung

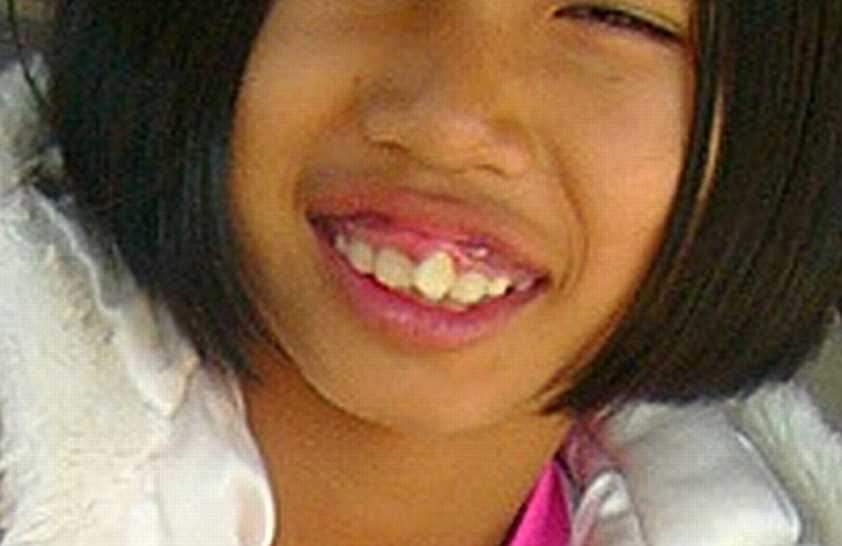
Skelettale und dentale Fehlstellung

Eine Zahnfehlstellung ist jegliche Stellung eines Zahnes außerhalb der idealen Zahnbogenform des Oberkiefers oder Unterkiefers, welche ästhetisch negativ auffällt oder in der Okklusion eine Dysfunktion (Fehlfunktion) bewirkt.
Man unterscheidet dentale Fehlstellungen („Zähne stehen falsch“, Fehlbiss, Malokklusion) von skelettalen Fehlstellungen („Größen- oder Lageabweichungen des Gesichtsskeletts“) und Kombinationen von beiden.

## Klassifikation
Die sagittale Lage der Kiefer zueinander wird in Angle-Klassen eingeteilt. Andererseits werden Zahnfehlstellungen winkelmäßig, in ihrer Angulation zur Okklusionsebene definiert. Schließlich werden Zahnfehlstellungen auch durch die Okklusionskurve (Spee-Kurve, Kompensationskurve) definiert, wenn z. B. keine Okklusionskurve vorliegt, sondern eine gerade Okklusionsebene.
In der Neutralokklusion übergreift der Oberkieferzahnbogen den Unterkieferzahnbogen. Beißen Zähne direkt aufeinander, bezeichnet man dies als Kopfbiss; liegen Unterkieferzähne weiter vestibulär als Oberkieferzähne, nennt man dies Kreuzbiss. Kreuzbiss ist meistens eine Abweichung in der Transversalen; sie kann aber auch eine Abweichung in der Sagittalen sein (Frontzähne).
Liegt der Oberkiefer mehr als den „normalen“ halben Zahn vor dem Unterkiefer, nennt man dies Prognathie („Zähne liegen vorn“); liegt der Unterkiefer vor dem Oberkiefer, nennt man dies Progenie („Kinn liegt vorn“).

## Angle-Klassen
Der US-amerikanische Kieferorthopäde Angle hat im Jahre 1899 die Okklusion definiert. Er ging dabei von der Okklusionsbeziehung der Sechsjahrmolaren aus und zog daraus Rückschlüsse auf die Lagebeziehung der Kiefer zueinander. Edwart Hartley Angle, Minneapolis, 1855–1930 ist Begründer der wissenschaftlichen Kieferorthopädie.
Die Einteilung der Gebissanomalien nach der Okklusion der ersten unteren Molaren gegenüber den oberen ersten Molaren erfolgt nach der Angle-Klassifikation.
Der Befund der Bisslage in der Sagittalen bedeutet bei
- Klasse I: Neutralbiss
- Klasse II: Distalbiss
- Klasse III: Mesialbiss.

### Angle-Klasse I
Der vordere Höcker des oberen Sechsjahrmolaren okkludiert zwischen den großen Höckern des unteren Sechsjahrmolaren (Der Sechsjahrmolar ist der erste Mahlzahn, der aus der zweiten Dentition mit ca. 6 Jahren hinter den Milchmolaren durchbricht). Man bezeichnet diese Okklusionslage als Neutralokklusion (in der Sagittalen).

### Angle-Klasse II/1
Der vordere Höcker des oberen Sechsjahrmolaren okkludiert vor dem vorderen Höcker des unteren Sechsjahrmolaren. Gleichzeitig sind die oberen Frontzähne deutlich nach vorne gekippt (protrudiert). Oft ist der Oberkieferzahnbogen verschmälert und das Gaumengewölbe höher als üblich. Diese (Kiefer!-)Fehlstellung ist oft Folge von zu langem Daumenlutschen in der Kindheit. Generell gilt: Weichgewebe formt Hartgewebe. Eine relativ kleine Kraft über lange Zeit angewendet kann durchaus den (harten) Knochen formen, vor allem auch durch Beeinflussung des Wachstums in eine bestimmte Richtung. Letzteres ist Kern jeglicher orthopädischer Behandlung.

### Angle-Klasse II/2
Der vordere Höcker des oberen Sechsjahrmolaren okkludiert vor dem vorderen Höcker des unteren Sechsjahrmolaren. Gleichzeitig sind die oberen Frontzähne stark nach palatinal (gaumenwärts) gekippt (retroinkliniert).

### Angle-Klasse III

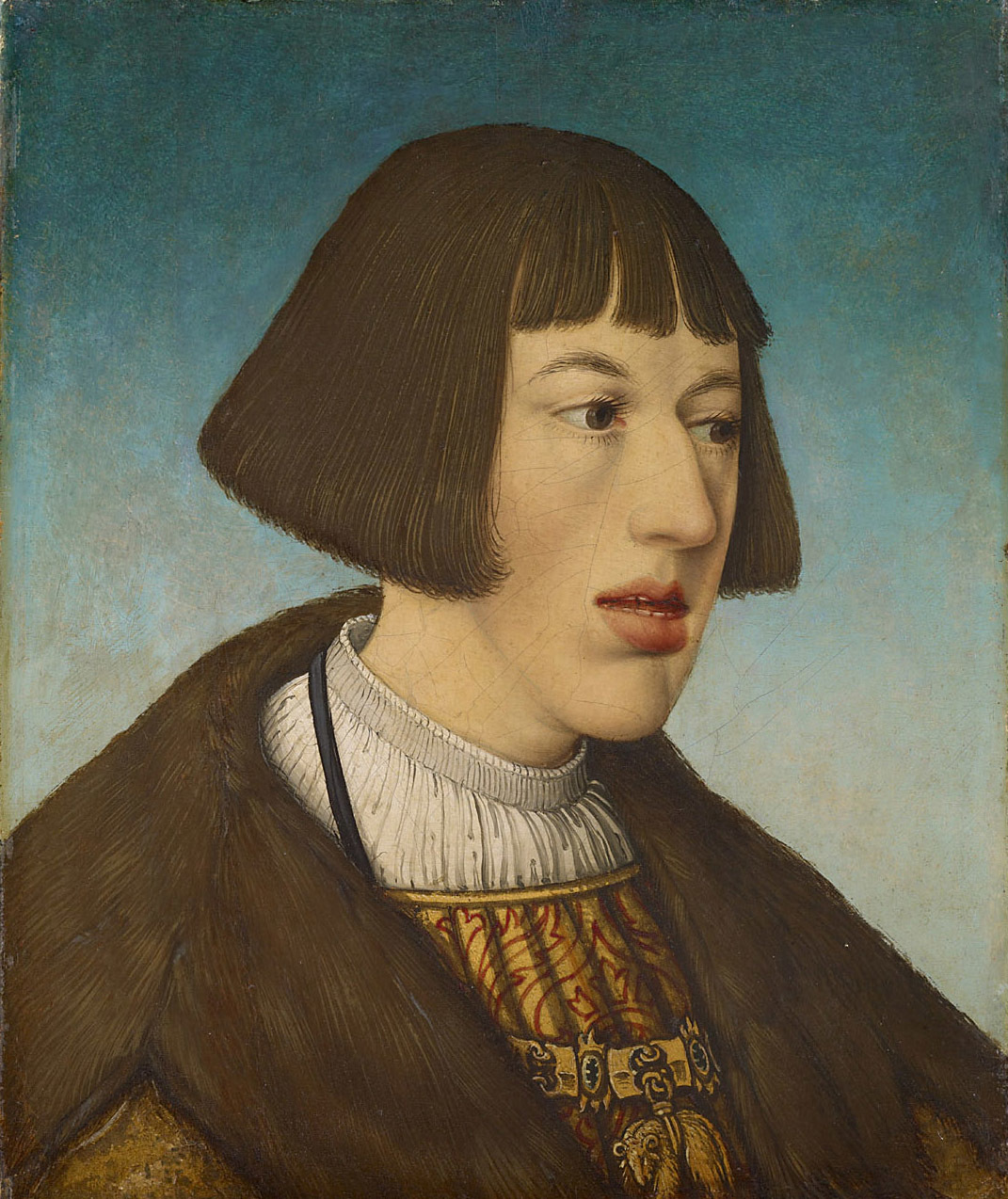
Beispiel für eine Angle-Klasse III (Progenie): Ferdinand I. (HRR) als junger Erzherzog. Viele Habsburger waren Progeniker (daraus resultierte die berühmte Habsburger Unterlippe). Progenie kann vererbt werden. Man beachte die deutliche Stufe zwischen den vorliegenden Schneidezähnen im Unterkiefer und den Oberkieferzähnen. Heutzutage würde man eine solch starke skelettale Fehlbildung operativ korrigieren.

Der vordere Höcker des oberen Sechsjahrmolaren okkludiert hinter dem zweiten Höcker des unteren Sechsjahrmolaren. Dabei können die unteren Frontzähne vor den oberen Frontzähnen stehen – Progenie.

### Kritik am System der Angle-Klassen und alternative Systeme
Ein Hauptnachteil der Einteilung nach dem System von Angle ist die nur zweidimensionale Betrachtung entlang einer Raumachse in der Sagittalebene im Schlussbiss, obwohl Okklusionsprobleme grundsätzlich dreidimensional sind. Abweichungen in anderen Raumachsen, asymmetrische Abweichungen, funktionelle Störungen und andere therapierelevante Merkmale werden nicht erfasst. Eine weitere Unzulänglichkeit ist die fehlende theoretische Fundierung dieses rein deskriptiven Klassifikationssystems. Zu den weiteren, viel diskutierten Schwächen des Systems gehört, dass es nur die statische Okklusion betrachtet, dass es Entstehung und Ursachen (Ätiologie) von Okklusionsproblemen nicht berücksichtigt und die Größenverhältnisse (bzw. generell die Relationen) von Zähnen und Gesicht nicht beachtet. Es wurden folglich zahlreiche Versuche unternommen, das Angle-System zu modifizieren oder ganz durch ein leistungsfähigeres zu ersetzen, jedoch hat sich die Angle-Klassifikation bisher vor allem wegen ihrer Einfachheit und Anschaulichkeit halten können. Bekannte Modifikationen der Angle-Klassifikation gehen zurück auf Martin Dewey (1915) und Lischer (1912, 1933). Alternative Systeme wurden unter anderem vorgeschlagen von Simon (1930, das erste dreidimensionale Klassifizierungssystem), Salzmann (1950, mit Klassifizierung anhand von skelettalen Strukturen) sowie von James L. Ackerman und William R. Proffit (1969).
Die gesetzlichen Krankenkassen in Deutschland nutzen sogenannte Kieferorthopädische Indikationsgruppen, um die Schwere einer Fehlbildung zu beurteilen.

## Ursache von Zahn- und Kieferfehlstellungen
- Hereditäre Ursachen (Vererbung)
- Hormonelle Ursachen (Progenie, Akromegalie)
- In Verbindung mit Lippen-Kiefer-Gaumenspalten (vererbbar)
- Erworbene Zahnfehlstellungen durch:
  - Fehlfunktion (Dysfunktion) der Schluckmuskulatur, Zungenmotorik
  - sogenannte Habits (Gewohnheiten) wie Fingerlutschen, Schnuller
  - Zahnextraktionen ohne anschließende prothetische Versorgung
- Infektionskrankheiten
- chronischer Vitaminmangel

## Folgen von Zahn- und Kieferfehlstellungen
- Fehlstellung der Zähne im Kiefer
- Fehlbildungen der Zähne (ungleichförmiges Zahnwachstum)
- Fehlstellung des Unterkiefers
- Fehlentwicklung der Kiefer (Dysgnathie), z. B. Wachstumshemmung des Oberkiefers (maxilläre Retrognathie) bei einer Lippen-Kiefer-Gaumenspalte. Es gibt drei Entwicklungsphasen des Kiefers, die besonders empfindlich gegenüber Einflüssen sind und in der eine Fehlentwicklung entstehen kann. Diese sind die vorgeburtliche Phase im ersten Trimester der Schwangerschaft, die frühe nachgeburtliche Phase bis zum 4. Lebensjahr, und schließlich die letzte Phase in der Pubertät um das 14. Lebensjahr.[7]
- Fehlbildung der Kiefer- oder Gesichtsmuskulatur
- Fehlbelastungen von Zähnen, Knochen und Muskulatur
- Zu große Zunge (Makroglossie)

## Bedeutung der Zahnfehlstellung
1. Ästhetische Bedeutung: Wie aus obigem Foto ersichtlich, prägen Fehlstellungen sehr stark oder wesentlich das Profil, das ästhetische, sympathische Erscheinungsbild sowie die Mimik und Ausdruckskraft des Gesichts.
2. Medizinische Bedeutung von Zahnfehlstellungen: Bereits kleine Fehlstellungen von Zähnen können die Okklusion besonders in der Dynamik nachhaltig stören und Parodontien, die Kiefergelenke und die Kaumuskulatur traumatisieren. Das kann neben Kiefergelenkschmerzen auch Schluckbeschwerden und Fehlentwicklungen der Sprache zur Folge haben.[8]

## Therapie
Die kieferorthopädische Therapie kann mit herausnehmbaren oder mit festsitzenden Geräten erfolgen. Unabhängig davon ist zwischen der Beeinflussung des Gesichtsschädels und dem Bewegen von Zähnen zu differenzieren.

### Arten
Man unterscheidet Horizontale und vertikale Bissfehler und Transversale Bissfehler, die durch die kieferorthopädische Behandlung möglichst weitgehend beseitigt werden sollen.
- Fehlbiss
  - Überbiss,
  - Unterbiss,
  - Kreuzbiss,
  - offener Biss,
  - Mesialbiss,
  - Distalbiss
  - Deckbiss
  - Vorbiss
- Das Rudiment der Weisheitszähne
- Zahnfehlstellungen in Verbindung mit Lippen-Kiefer-Gaumenspalten
- bei Tieren:
  - Brückenbildung der Nagetiere